# Rikard Nordstrøm
Rikard Nordstrøm (Copenhague, Dinamarca, 23 de abril de 1893-Copenhague, 7 de febrero de 1955) fue un gimnasta artístico danés, medallista de bronce olímpico en 1912 en el concurso por equipos "sistema libre".

## Carrera deportiva
En las Olimpiadas celebradas en Estocolmo (Suecia) en 1912 consigue el bronce en el concurso por equipos "sistema libre", tras los noruegos (oro) y finlandeses (plata), siendo sus compañeros de equipo los gimnastas: Axel Andersen, Hjalmart Andersen, Halvor Birch, Wilhelm Grimmelmann, Arvor Hansen, Christian Hansen, Marius Hansen, Charles Jensen, Hjalmar Peter Johansen, Poul Jørgensen, Carl Krebs, Vigo Madsen, Lukas Nielsen, Steen Olsen, Oluf Olsson, Carl Pedersen, Oluf Pedersen, Niels Petersen y Christian Svendsen.